# ガイ・ヤーン

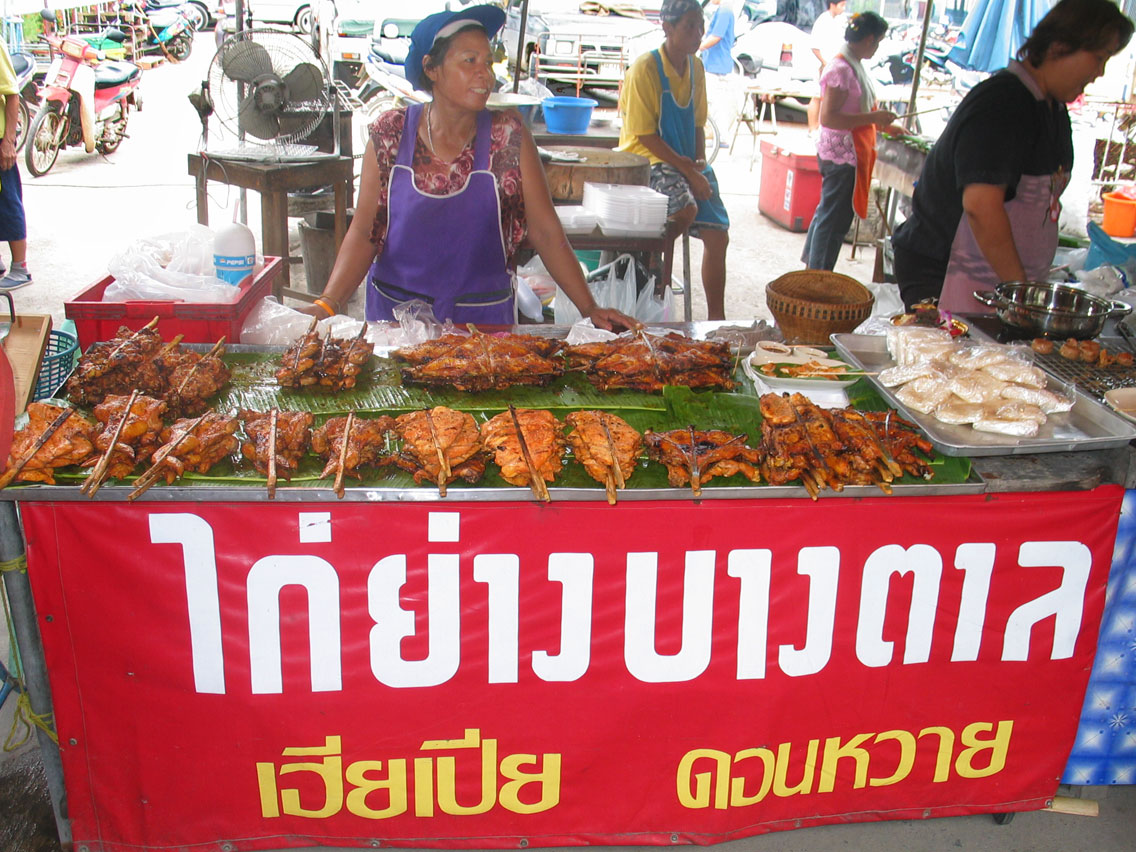
ガイ・ヤーン

ガイ・ヤーン (ไก่ย่าง) は、タイで食べられている焼き鳥。
主に屋台で餅米と共に売られている。日本の焼き鳥と同じように小さい串刺しのものから、ニワトリ1羽の半分をそのまま焼いて、大きめの2本の串で挟んだもの、手羽の部分だけを集めて串2本で挟んだものなど、さまざまな種類や大きさがあり、主に炭火で焼かれている。
ラーオ族の料理であるため、タイ国内では一般的にイーサーン料理として分類されている。

## 名称
ガイ・ヤーンはラオ語ではローストチキンを意味する。欧米のラオス/タイ系レストランでは「ラオス風（タイ風）バーベキューチキン」もしくは「ピンガイ」「ガイヤーン」として提供されている。

## レシピ
主に半分に開かれて叩かれた鶏肉が用いられる。それをマリネしたのち、低温で長時間にわたって炭火でグリルする。マリネ液にはナンプラー（魚醤）のようなフィッシュソース、ニンニク、ターメリック、コリアンダー、白胡椒などを用いることが多い。そのバリエーションは多く、レモングラス、チリ、生姜、ビネガー、パームシュガー、たまり醤油の亜種、海鮮醤（ホイシンソース）、うま味調味料なども使用されることがある。